# Universidad FUMEC

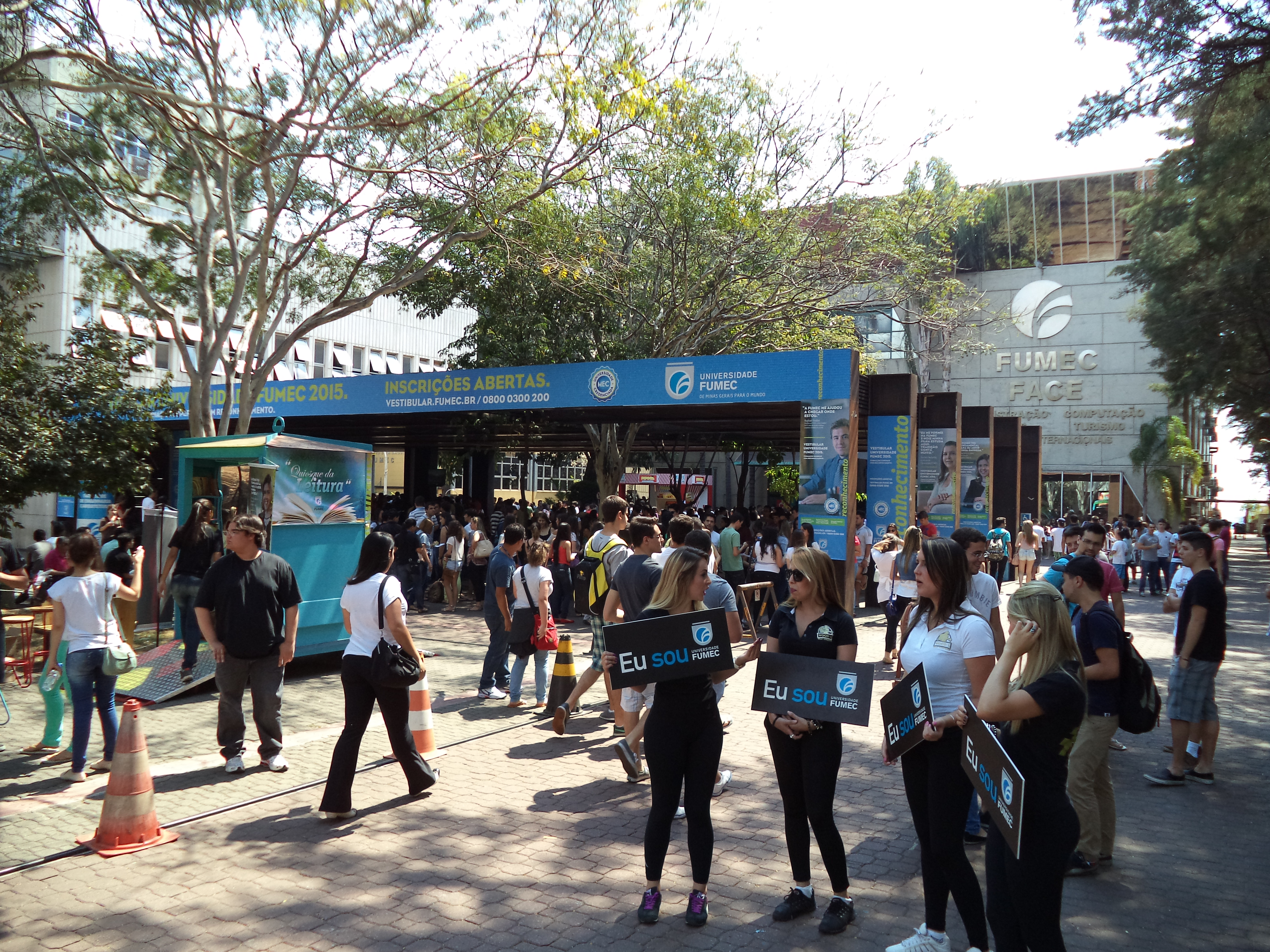
Entrada del campus Cruzeiro da FUMEC.

La Universidad FUMEC es una institución de educación superior con sede en la ciudad de Belo Horizonte, estado de Minas Gerais, Brasil. Su patrocinador es la Fundación Minera de Educación y Cultura. 
Fundada en 1966, la institución ofrece 36 opciones de pregrado, un entrenamiento secuencial específica más alta, 29 cursos de graduación de postgrado, seis maestrías y un doctorado. Además de éstos, la universidad cuenta con 13 cursos de pregrado en las áreas de Gestión Comercial tecnológica, Gestión Informática, Recursos Humanos, Dirección Financiera, Marketing, Redes de Computadores Recursos y cursos Fotografía y Juegos en soporte digital, único en el estado de Minas Gerais.
La institución cuenta con tres unidades en Belo Horizonte: la Facultad de Ciencias de la Gestión (FACE), la Facultad de Humanidades, Ciencias Sociales y de la Salud (FCH) y la Facultad de Ingeniería y Arquitectura (FEA). 
La Universidad FUMEC es considerada la segunda mejor institución privada de educación superior, en Minas Gerais, según Folha de S. Paulo (Ranking Universitário Folha 2014).
En 2010 FUMEC celebró la primera alianza académica con Apple en América Latina, y es actualmente la única universidad de Minas Gerais con Mac laboratorio desarrollado en colaboración con la multinacional estadounidense.